# Paraíba
Paraíba állam Brazíliában, az ország északkeleti régiójában. Északon Rio Grande do Norte, nyugaton Ceará, délen Pernambuco államal, továbbá keleten az Atlanti-óceánnal határos.

## Földrajzi adatok
- Területe 56 584 km², mellyel kb. Horvátország méretű
- Lakossága 3,8 millió fő volt 2012-ben
- Népsűrűsége 67 fő/km²
- Székhelye: João Pessoa

## Fordítás
- Ez a szócikk részben vagy egészben  a   Paraíba című angol Wikipédia-szócikk fordításán alapul.  Az eredeti cikk szerkesztőit annak laptörténete sorolja fel. Ez a jelzés csupán a megfogalmazás eredetét és a szerzői jogokat jelzi, nem szolgál a cikkben szereplő információk forrásmegjelöléseként.